# Schindlaubach
Der Schindlaubach, auch Schindlauer Bach, ist ein Bach in den Gemeinden Aigen-Schlägl und Ulrichsberg in Oberösterreich. Er ist ein Zufluss der Großen Mühl.

## Geographie

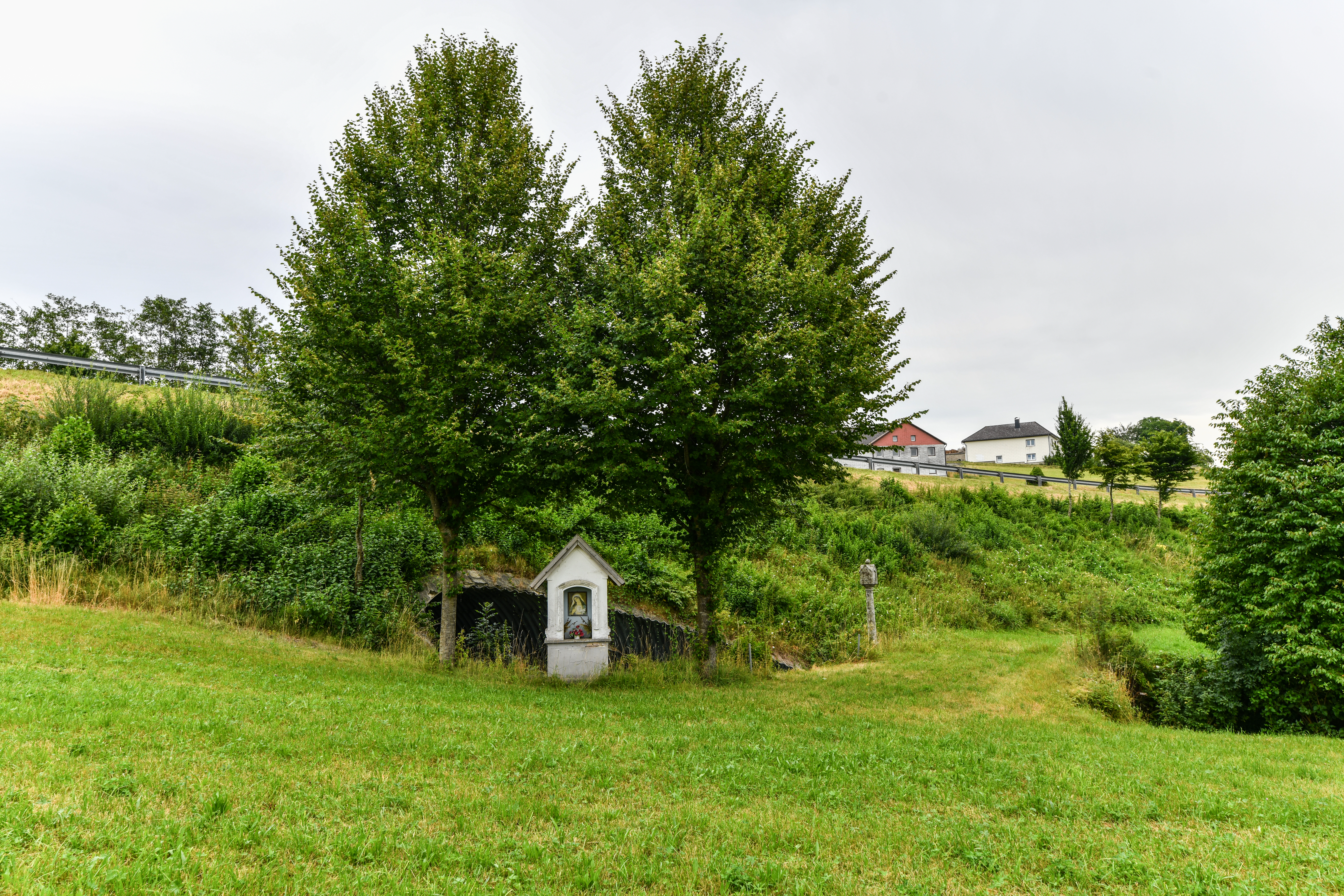
Wegkapelle und Bildstock am Schindlaubach bei den Bühelhäusern

Der Bach entspringt im Waldgebiet des Böhmerwalds auf einer Höhe von 662 m ü. A. Er weist eine Länge von 1,73 km auf. Er fließt Richtung Südwesten und bildet über weite Strecken die Gemeindegrenze zwischen Aigen-Schlägl und Ulrichsberg. Er mündet beim Weiler Bruckhäuseln auf einer Höhe von 547 m ü. A. linksseitig in die Große Mühl. In seinem 1,96 km² großen Einzugsgebiet liegen Teile der namensgebenden Ortschaft Schindlau und der Weiler Bühelhäuser.

## Umwelt
Der Schindlaubach ist Teil der 22.302 Hektar großen Important Bird Area Böhmerwald und Mühltal. Sein oberster Abschnitt und sein Mündungsbereich gehören zum 9.350 Hektar großen Europaschutzgebiet Böhmerwald-Mühltäler.